# Peščenica-Žitnjak

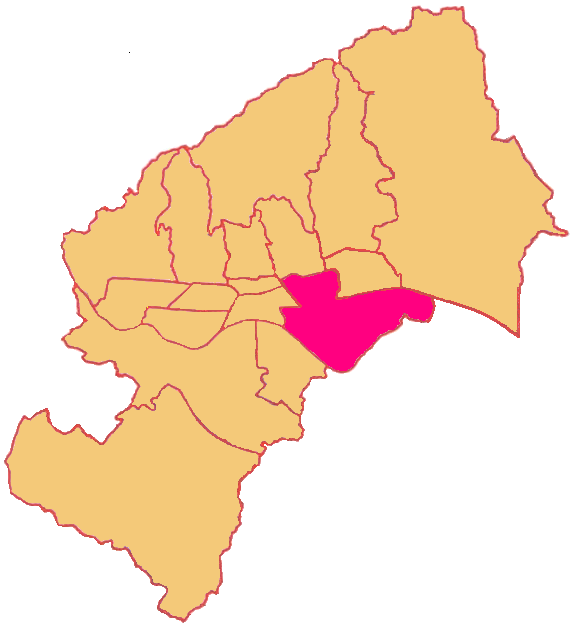
Peščenica-Žitnjak et les arrondissements de Zagreb

Peščenica-Žitnjak ([peʂˈ͡tʂeni͡tsa ˈʒiʔɲak]) est un arrondissement de Zagreb en Croatie. Au recensement de 2001, Peščenica-Žitnjak comptait 58 283 habitants. L'arrondissement est composé de deux parties : Peščenica, un ensemble de quartier, et Žitnjak, une large zone industrielle.
Parmi les quartiers de Peščenica, on compte :
- Stara Peščenica
- Donje Svetice
- Volovčica
- Ferenščica